# Kudjoe Affutu
Kudjoe Affutu (Awutu Bawyiase, 1985) è un artista ghanese, conosciuto in Europa per aver partecipato a vari progetti e mostre.

## Biografia
Dal 2002 al 2006 lavora con l'artista di fama internazionale Paa Joe a Nungua nella Regione della Grande Accra. Dal 2007 lavora nel suo proprio laboratorio ad Awutu, Central Region (Ghana) e si dedica alla produzione di bare figurative e sculture per i funerali del Ghana, musei d'arte e collezionisti privati.

## Mostre
- 2020.Trauern. Von Verlust und Veränderung, Kunsthalle Hamburg, Hamburg.
- 2018/19.Unvergessen machen, Museo dei Popoli (Museum der Völker) Schwaz, Austria.

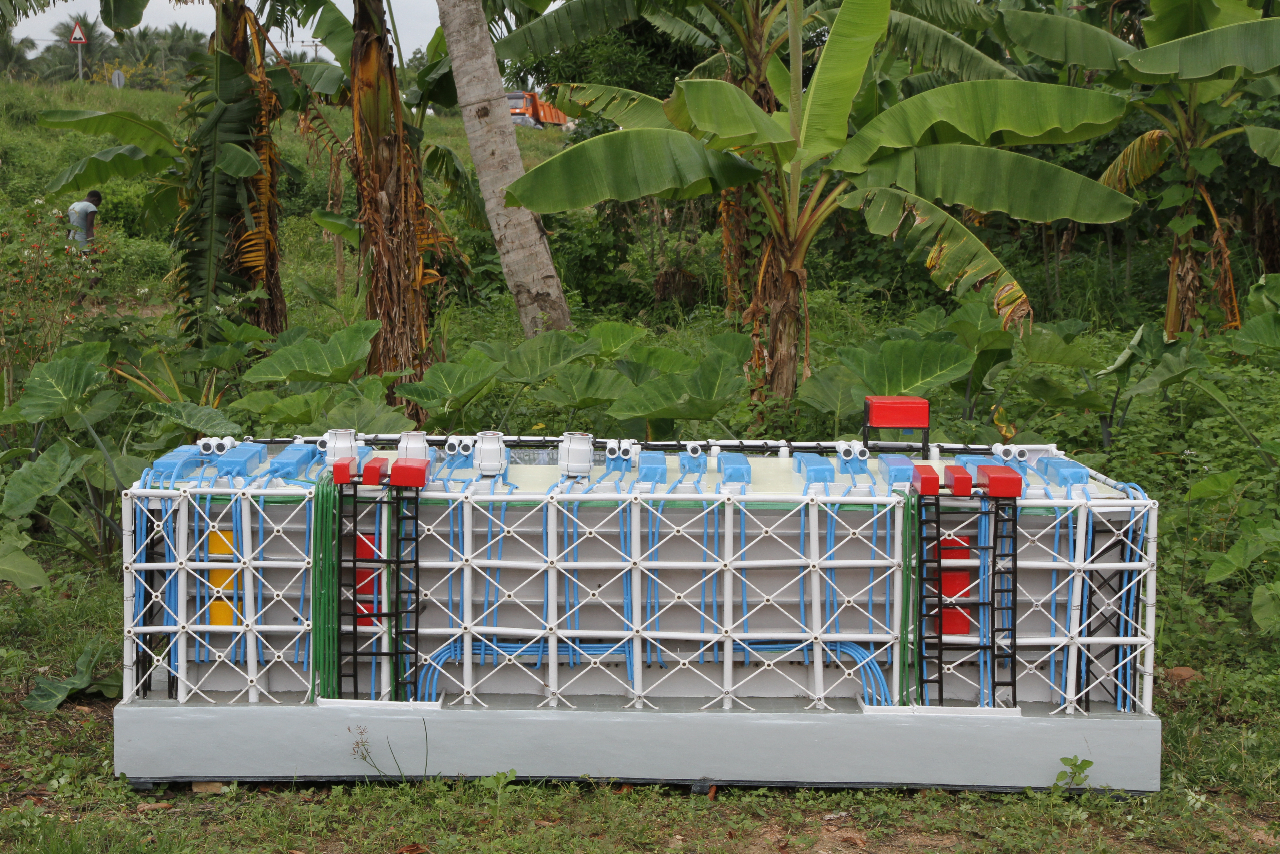
Bara Centre Pompidou creata di Kudjoe Affutu per la mostra di Saâdane Afif (2010) nel Pompidou, Parigi

- 2017/19. L'impermanence des choses, in collaborazione cogli artisti M.S. Bastian & Isabelle L., Musée d'ethnograpy Neuchâtel, Svizzera.
- 2017/18. Jambo Africa, Casa Tropicale (Tropenhaus) Wolhusen, Svizzera.
- 2017. ANO Gallery Accra: Accra: Portraits of A City.
- 2016/21. Gross: Dinge Deutungen Dimensionen. Museo delle Culture (Museum der Kulturen) Basilea.
- 2016/18. C’est la vie, Naturhistorisches Museum Berna.
- 2012/13. MEN Musée d'Ethnographie Neuchâtel Hors-Champs.
- 2011. Tinguely Museum Basel. Nella mostra Fetisch Auto. Ich fahre, also bin ich.  06/08 – 10/09 2011.
- 2010/11. Centre Pompidou. Nella mostra Anthologie de l'humour noir di Saâdane Afif.
- 2010/11. Nouveau Musée National de Monaco, Villa Paloma. All'apertura della mostra La carte d'aprês nature by Thomas Demand.
- 2010/11. Collaborazione con Ataa Oko per la mostra Ataa Oko et Frédéric Bruly Bouabré nel CAB Lausanne.
- 2009. Détournement Venise.
- 2006. Kunstmuseum Bern.